# San Antonio Thunder
San Antonio Thunder is een voormalige Amerikaanse voetbalclub uit San Antonio in de staat Texas. Het thuisstadion van de club was het Alamo Stadium, dat plaats bood aan 23.000 toeschouwers.

## Geschiedenis
San Antonio Thunder werd opgericht in 1975 en speelde twee seizoenen in de North American Soccer League. Daarin werden geen aansprekende resultaten behaald.
Na het seizoen in 1976 verhuisde de club naar Honolulu op Hawaï, waar verder werd gespeeld onder de naam Team Hawaii.

## Bekende spelers
- Gerard Hijlkema
- Bobby Moore